# Croustillier
Croustillier ist ein Dorf, das heute zur Gemeinde Oderaue im Landkreis Märkisch-Oderland gehört. Der Ort ist laut Hauptsatzung der Gemeinde Oderaue ein bewohnter Gemeindeteil des Ortsteiles Neureetz und führt daher eigene Ortstafeln.
Der Name Croustillier für das Vorwerk leitet sich von dem französischen Wort la Croustille (deutsch Krüstchen) ab. Es spielt auf den Namen von Altranft an, Ranft ist das mittelhochdeutsche Wort für Kruste. Das Vorwerk wurde im Jahre 1768 von der Familie Marschall aus Altranft gegründet. Bis in das Jahr 1945 gehörte das Gut Franz Meyer, dieser wurde aber enteignet. Das Gutshaus wurde für Flüchtlinge umgebaut.
Im Jahr 1948 wurden weitere Bauernhäuser gebaut. Im Jahr 2005 hatte der Ort 62 Einwohner.
Östlich vom Ort an der Straße nach Altranft befindet sich ein Grenzstein. Der Grenzstein ist denkmalgeschützt. Der Grenzstein zeigt die Grenze zwischen den damaligen Landkreisen Oberbarnim und Königsberg (Neumark). Der Stein ist aus Granit und einer der letzten Grenzsteine in der Region.
Vom Gut stehen noch das stark veränderte Gutshaus und die Scheunen der Gutsanlage. Die Scheunen sind um das Jahr 1900 entstanden. Nach dem Krieg wohnten hier Flüchtlinge.